# Sukajadi (Muara Kuang)
Sukajadi is een bestuurslaag in het regentschap Ogan Ilir van de provincie Zuid-Sumatra, Indonesië. Sukajadi telt 1602 inwoners (volkstelling 2010).